# Новые Залютичи
Новые Залютичи (бел. Новыя Залюцічы) — деревня в Милевичском сельсовете Житковичского района Гомельской области Белоруссии.
На юге, севере и западе граничит с лесом.

## География

### Расположение
В 61 км на северо-запад от Житковичей, 10 км от железнодорожной станции Микашевичи (на линии Лунинец — Калинковичи), 295 км от Гомеля.

## Транспортная сеть
Транспортные связи по просёлочной, затем автомобильной дороге Микашевичи — Слуцк. Планировка состоит из прямолинейной улицы, ориентированной с юго-запада на северо-восток, к которой на севере присоединяется короткая прямолинейная улица с переулком. Застройка двусторонняя, неплотная, деревянная, усадебного типа.

## История
Основана в начале XX века переселенцами из соседних деревень, в основном из деревни Залютичи. Во время Великой Отечественной войны в феврале 1943 года оккупанты полностью сожгли деревню и убили 11 жителей. 27 жителей погибли на фронтах. В составе совхоза «Случь» (центр — деревня Милевичи). Действуют начальная школа, библиотека, клуб, фельдшерско-акушерский пункт.

## Население

### Численность
- 2004 год — 79 хозяйств, 155 жителей.

### Динамика
- 1940 год — 72 двора, 321 житель.
- 2004 год — 79 хозяйств, 155 жителей.